# Caio (ur. 1986)
Caio César Alves dos Santos (ur. 29 maja 1986 r. w Mirandópolis) – brazylijski piłkarz  występujący na pozycji pomocnika w Grasshopper Zurych.